# Ronald B. Cameron
Ronald Brooks Cameron (ur. 16 sierpnia 1927 w Kansas City, zm. 1 lutego 2006 w Whittier) – amerykański polityk, członek Partii Demokratycznej.

## Działalność polityczna
Od 1958 do 1962 zasiadał w Zgromadzeniu Stanowym Kalifornii. W okresie od 3 stycznia 1963 do 3 stycznia 1967 przez dwie kadencje był przedstawicielem 25. okręgu wyborczego w stanie Kalifornia w Izbie Reprezentantów Stanów Zjednoczonych.